# Guildford
För andra betydelser, se Guildford (olika betydelser).
Guildford (engelskt uttal: [ˈɡɪlfərd]

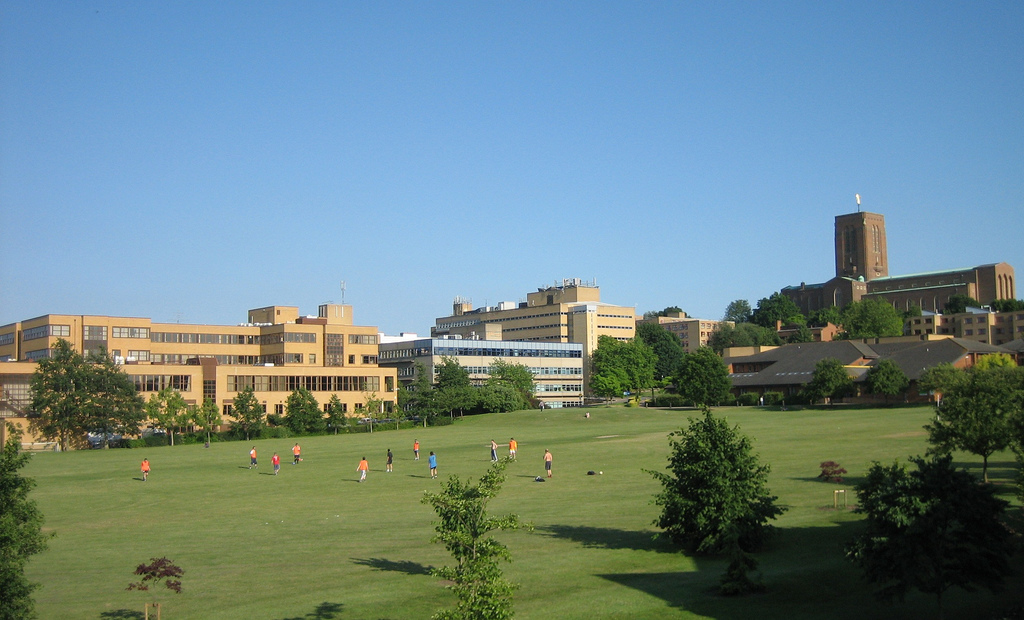
University of Surrey och Katedralen i Guildford.

 ( lyssna)) är en stad i grevskapet Surrey i sydöstra England. Staden är huvudort i distriktet med samma namn och ligger cirka 43 kilometer sydväst om centrala London. Den är belägen vid floden Wey. Tätorten (built-up area) hade 77 854 invånare vid folkräkningen år 2021.
Guildford nämndes i Domedagsboken (Domesday Book) år 1086, och kallades då Geldeford/Gildeford. År 1131 omnämndes Guildford för första gången som stad. Guildford var under medeltiden en viktig handelsstad. I staden finns ruiner efter ett normandiskt slott och flera gamla byggnader, såsom Abbot's Hospital från 1600-talet.